# Cañedo (Pravia)
Cañedo (oficialmente en asturiano: Cañéu) es una entidad de población española de la parroquia de Pravia, perteneciente al municipio del mismo nombre, en la comunidad autónoma de Asturias.

## Historia
Hacia mediados del siglo XIX, el lugar era ya referido como perteneciente a la parroquia de Pravia del municipio del mismo nombre. En 2023, la entidad singular de población de Cañedo tenía empadronados 113 habitantes, de los que 100 lo estaban en el núcleo de población de ese nombre y los 13 restantes, diseminados.